# آریتنوئید عرضی
آریتنوئید عرضی (انگلیسی: Transverse arytenoid) یکی از عضلات تکی داخلی حنجره است که در زیر آریتنوئید مایل قرار گرفته. دو عضله مایل و عرضی معمولاً دو بخش از یک ماهیچه واحد به نام ماهیچه آریتنوئید در نظر گرفته می‌شوند.
آریتنوئید عرضی مانند پلی بین دو غضروف آریتنوئید چپ و راست قرار گرفته و فضای بین دو سطح کناری دو غضروف را پر می‌کند.